# Arcona (Schiff, 1943)
Die Arcona ist ein ehemaliges Wohnschiff, das zu einem schwimmenden Hostel in Wilhelmshaven umgebaut wurde.

## Geschichte
Das Schiff wurde 1942/43 als Baunummer 1271 auf der Schiffswerft Christof Ruthof in Mainz-Kastel für die Kriegsmarine als eines von vier Wohnschiffen der Werft gebaut. Auf der Kriegsmarinewerft Wilhelmshaven wurde es unter der Bezeichnung W.Wb 8 geführt. Ab 1945 wurde es dann von der britischen Militärregierung als Royal Prince in Wilhelmshaven eingesetzt.
Von der neu gegründeten Bundesmarine wurde das Schiff übernommen und auf der Lindenau Werft wieder zum Wohnschiff hergerichtet. Die Indienststellung als Arcona mit der Schiffskennung Y 809 erfolgte am 16. Juli 1958 in Wilhelmshaven mit einer späteren Unterstellung beim Marinestützpunktkommando Kiel. Die Arcona wurde an verschiedenen Standorten eingesetzt und bot Unterkunft für 81 Personen. Eine letzte Modernisierung erfolgte 1975 bei Nobiskrug. Am 12. August 1982 wurde die Arcona außer Dienst gestellt und über die VEBEG an die Marinekameradschaft Wilhelmshaven verkauft.
Das Schiff erhielt einen festen Liegeplatz im Großen Hafen und wurde am 14. August 1984 als Vereinsschiff Arcona eingeweiht. Die Mitglieder der Marinekameradschaft sorgten für den Betrieb und die Instandhaltung des Schiffes. Einnahmen wurden durch Übernachtungen an Bord erzielt, die aber mit Beginn der Pandemie entfielen. Zuletzt auch wegen des hohen Durchschnittsalters der Mitglieder musste 2021 über die Zukunft des Schiffes entschieden werden.

## Umbau zum Hostel
Der Deutsche Marinebund übernahm das Schiff und ließ eine Potenzialanalyse erstellen. Nach dem positiven Ergebnis, das auch auf das Alleinstellungsmerkmal verwies, wurde auf dem 110. Abgeordnetentag mit großer Mehrheit für die Instandsetzung und den Erhalt der Arcona abgestimmt. Das Schiff wurde zunächst entrümpelt und dann auf der Neuen Jadewerft zu einem modernen Hostel umgebaut, das im Januar 2023 den Betrieb aufgenommen hat.